# 加泰羅尼亞公共閱讀系統
加泰罗尼亚公共阅读系统（加泰罗尼亚语：Sistema de Lectura Pública de Catalunya），简称：SLP，是加泰罗尼亚公共图书馆系统的一部分，是加泰罗尼亚有组织的一套公共图书馆服务系统。由《1993年3月18日第4號加泰羅尼亞圖書館系統法》规范和组织了该系统中的加泰罗尼亚公共图书馆。该系统本身的主要服务是集体目录。加泰罗尼亚公共阅读系统的目的是促进加泰罗尼亚人的阅读。

## 职责
根据上述《加泰羅尼亞圖書館系統法》第28条，“加泰罗尼亚公众讲座地图”必须收集公众阅读的需求，并建立与每个人群相对应的服务类型，加泰罗尼亚自治区文化部负责编写和更新。

## 构成
CePSE（Central de Préstec y Servicios Speciales）负责加泰罗尼亚总秘书处图书馆总司，负责管理加泰罗尼亚普利卡合作采购系统图书馆的预算。关于加泰罗尼亚公共演讲系统的服务和工作人员的第124/1999号法令界定了“由总议会和省议会提供的国家和区域支助服务的职能以及公共图书馆工作人员所需的专业资格条件”。 2003年发表的一项研究发现，并非所有的图书馆网站都是加泰罗尼亚公共阅读系统的一部分，这些网站有助于访问集体目录。